# V1500 del Cigne

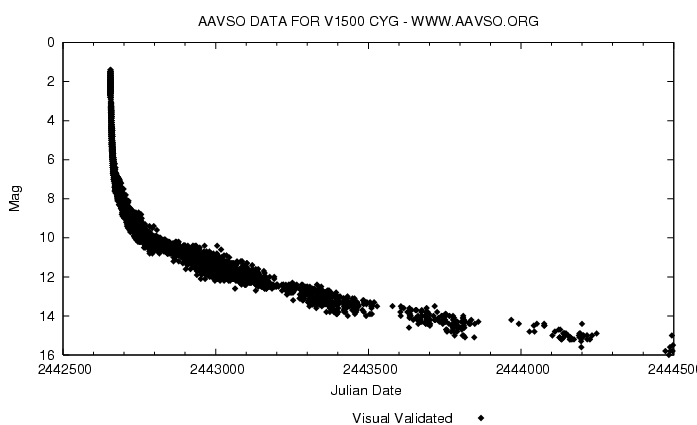
Corba de llum AAVSO per Nova Cygni 1975. Les dates estan en dies julians.

V1500 del Cigne o Nova del Cigne 1975 és una nova apareguda a la constel·lació del Cigne (Cygnus) el 1975. Aquesta nova va aconseguir una lluentor de 2,0. Va tenir la segona lluentor intrínseca més alta de qualsevol nova del segle xx, superada només per CP Puppis el 1942.
V1500 Cygni va ser descoberta el 29 d'agost de 1975 per Vicente Ferreira de Assis Neto, de Minas Gerais, i va aconseguir una lluentor aparent de magnitud 1.7 l'endemà. Va romandre visible a ull nu durant aproximadament una setmana, i 680 dies després del màxim, l'estel s'havia atenuat en 12.5 magnituds.
És una estrella del tipus AM Herculis (una variable de tipus polar) que consisteix en una nana roja secundària que diposita un corrent de material sobre una nana blanca altament magnetitzada. La distància d'V1500 Cygni va ser calculada el 1977 per l'Observatori McDonald en 1.95 kiloparsecs (6.360 anys llum). A més, V1500 Cyg va ser el primer polar asíncron descobert. Això es refereix al fet que el període de rotació de la nana blanca és lleugerament diferent del període orbital binari.